# Высоцкий, Владимир Петрович
Владимир Петрович Высоцкий (13 января 1911, Санкт-Петербург — 1983) — советский график-иллюстратор, портретист.

## Биография
Родился в 1911 году в Санкт-Петербурге.
В 1926 году окончил школу-семилетку и с 1928 по 1930 год занимался в Москве в студии Ассоциации художников Революции (АХР) у И. И. Машкова.
Участник художественных выставок с 1928 года. Член Союза художников СССР с 1932 года.
В 1936—1940 годах окончил Московский художественный институт имени В. И. Сурикова по классу офорта.
Участник Великой отечественной войны, служил с 1942 года в качестве художника фронтовой газеты «Вперёд, за Родину!» на Северо-Кавказском фронте.
Награждён орденом Красной Звезды, медалями «За боевые заслуги», «За оборону Кавказа», «За победу над Германией».
По окончании войны в 1945—1949 годах в звании капитана административной службы служил в составе Студии военных художников им. М. Б. Грекова.
Участник Всесоюзной художественной выставки 1946 года.
В последующие годы — штатный художник журнала «Огонёк».
Работал книжным иллюстратором сотрудничая с издательствами «Московский рабочий», «Детская литература», детским журналом «Мурзилка».
В 1970 году награждён медалью «За доблестный труд».
Умер в 1983 году.